# Bahnstrecke Ribeauvillé-Gare–Ribeauvillé-Ville
| Stadt-Bahnhof Ribeauvillé / Rappoltsweiler |                |                                      |                                      |
| Streckenlänge: | 3,8 km         |                                      |                                      |
| Spurweite: | 1000 / 1435 mm |                                      |                                      |
| Maximale Neigung: | 40 ‰           |                                      |                                      |
| Minimaler Radius: | 50 m           |                                      |                                      |
| |                |                                      |                                      |
| \| \| 0,0 \| Ribeauvillé-Gare \| Ribeauvillé-Gare \| \| \| \| von der Bahnstrecke Strasbourg–Basel \| \| \| \| \| Steinerna Kriz \| \| \| \| 3,8 \| Ribeauvillé-Ville \| Ribeauvillé-Ville \| \| \| \| \| \| \| Quellen: [1][2][3] \| \| \| \| |                |                                      |                                      |
| Kopfbahnhof Streckenanfang (Strecke außer Betrieb) | 0,0            | Ribeauvillé-Gare                     | Ribeauvillé-Gare                     |
| Abzweig geradeaus und von rechts (Strecke außer Betrieb) |                | von der Bahnstrecke Strasbourg–Basel | von der Bahnstrecke Strasbourg–Basel |
| Haltepunkt / Haltestelle (Strecke außer Betrieb) |                | Steinerna Kriz                       | Steinerna Kriz                       |
| Kopfbahnhof Streckenende (Strecke außer Betrieb) | 3,8            | Ribeauvillé-Ville                    | Ribeauvillé-Ville                    |
| |                |                                      |                                      |
| Quellen: |                |                                      |                                      |

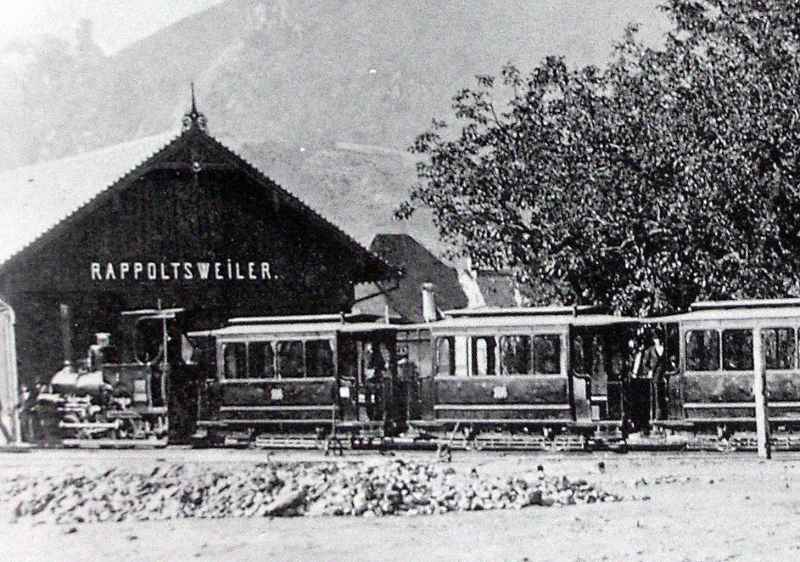
Bahnhof Rappoltsweiler-Stadt um 1879

Die Bahnstrecke Ribeauvillé-Gare–Ribeauvillé-Ville (Rappoltsweiler-Bahnhof–Rappoltsweiler-Stadt) war eine 3,8 Kilometer lange Bahnstrecke, die den Bahnhof Ribeauvillé an der Bahnstrecke Strasbourg–Basel mit der gleichnamigen Stadt verband.

## Geografische Situation
Die Strecke Strasbourg–Basel wurde 1841 eröffnet. Die „abseitige“ Lage von Rappoltsweiler zur Eisenbahn drohte, die Stadt ins wirtschaftliche Abseits zu drängen. Da sie aber nie über 5000 Einwohner anwuchs, war das für die Compagnie du chemin de fer de Strasbourg à Bâle und in deren Nachfolge ab 1854 für die Compagnie des Chemins de fer de l’Est (EST) wirtschaftlich nicht interessant. Deshalb entstanden in Ribeauvillé Überlegungen, diese „Versorgungslücke“ mit einer eigenen Eisenbahn zu überbrücken.
Der Bahnhof Ribeauvillé an der Strecke Strasbourg–Basel lag kilometerweit östlich des Ortskerns von Ribeauvillé auf dem Gebiet der Gemeinde Guémar. Der Bahnhof Rappoltsweiler-Stadt lag dann am damaligen Rand der Bebauung von Rappoltsweiler.
Nach der Eröffnung galt die Strecke galt als „kleinste“ (kürzeste) Eisenbahn Deutschlands.

## Geschichte

### Schmalspur
Planungen für die Strecke gab es ab 1869. Bevor die sich aber konkretisierten, wurden sie durch den Deutsch-Französischen Krieg zunichtegemacht. Es dauerte dann bis 1878, als der Straßburger Ingenieur Hager an die Stadt herantrat und das Bahnprojekt vorstellte. Am 27. Februar 1878 stimmte die Gemeinde zu, Hager oder die Gemeinde trat als Konzessionsnehmer auf, und die staatliche Genehmigung erfolgte am 12. Juni 1878. Kurz zuvor übernahm die Schweizerische Lokomotiv- und Maschinenfabrik (SLM) die Konzession. Die Konzession lief ursprünglich bis 1929. Für den Betrieb der Rappoltsweiler Bahn gründeten die SLM oder lokale Interessenten ein eigenes Unternehmen, die Rappoltsweiler Straßenbahn-Gesellschaft (RSB). Von 1883 bis 1889 betrieb die RSB auch die Bahnstrecke Lutzelbourg–Drulingen.
Die eingleisige Strecke ging am 24. Juli 1879 oder 4. August 1879 für den Personen- und Ende Juli oder am 1. Oktober 1879 auch für den Güterverkehr in Betrieb. Sie war als Schmalspurbahn in Meterspur ausgelegt.

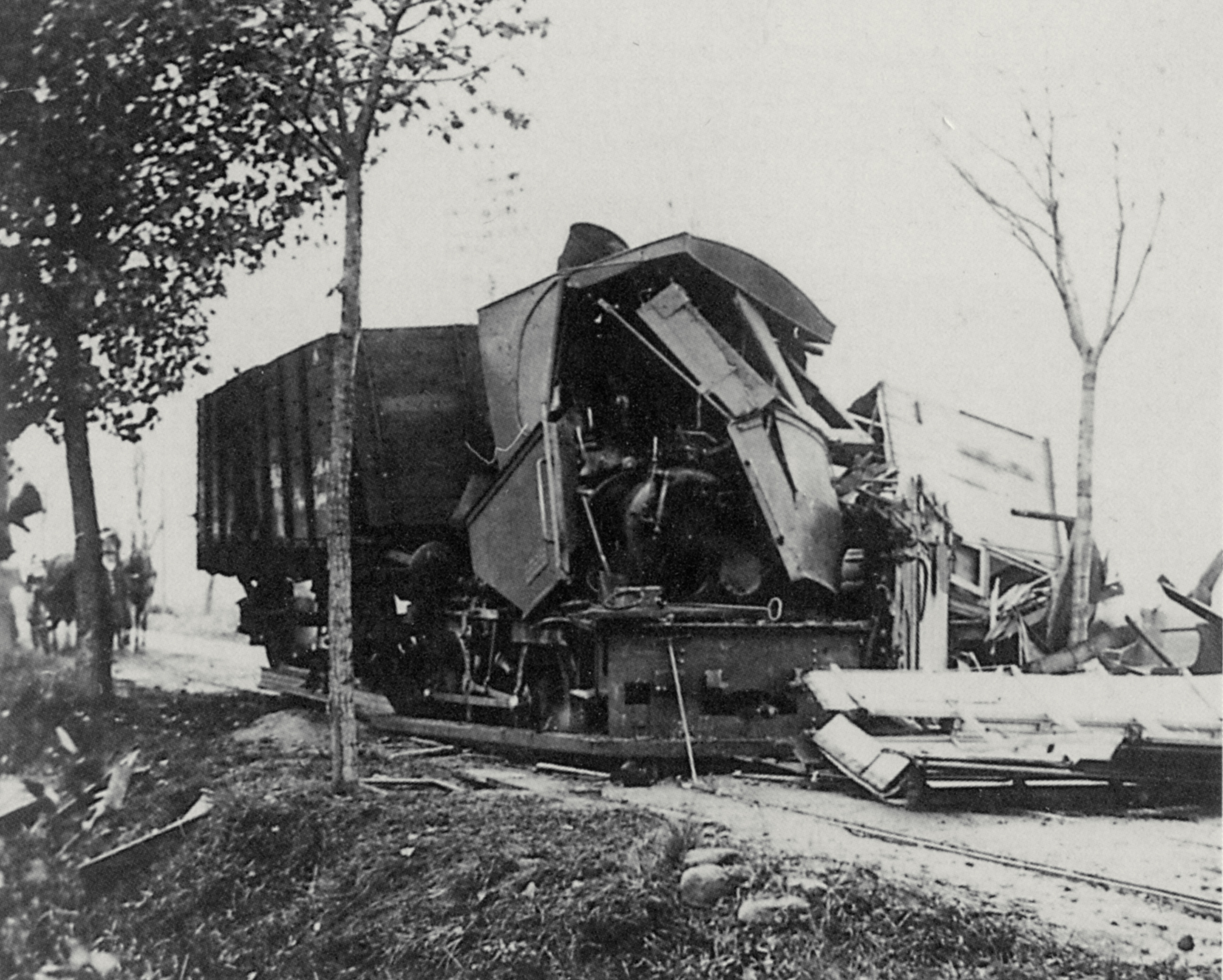
Unfall vom 18. Oktober 1893

Die Bahn hatte – mit Schwankungen – jährliche Einnahmen von etwa 40.000 Mark. Das war offensichtlich nicht ausreichend: Ab 1890 häuften sich die Betriebsstörungen und am 16. Mai 1893 untersagte die Aufsichtsbehörde wegen Sicherheitsbedenken sogar den Betrieb. Gründe dafür waren die leichte Konstruktion des Oberbaus, die doch recht starke Belastung durch den Verkehr mit den Rollwagen und der nicht ausreichende Unterhalt der Anlage. Der Personenverkehr konnte zwar am 22. Mai 1893 wiederaufgenommen werden, aber schon einen Monat später wurde der Betriebsleiter wegen ungerechtfertigter Abwesenheit entlassen und durch den Direktor des Gaswerks ersetzt. In dieser Situation übernahm die Gemeinde einen weiteren Monat später den Betrieb. Das übernommene Defizit und der Investitionsstau betrugen etwa 110.000 Mark. Am 18. Oktober 1893 waren nach einem Zusammenstoß zweier Züge und einer weiteren Entgleisung nur noch eine Lokomotive und nur noch ein Teil der Wagen einsatzbereit. Außerdem gab es nur noch einen Lokführer, der den gesamten Verkehr zwischen 5:30 Uhr und 23:30 Uhr abwickeln sollte. Daraufhin wurden der Betrieb erneut eingestellt und der öffentliche Verkehr offiziell am 6. April 1894 aufgegeben, die Anlage aber zum Bau der Nachfolgestrecke noch genutzt.

### Normalspur
Mittlerweile hatte sich der Landesausschuss hinter einen Neubau der Strecke in Normalspur gestellt, woraufhin Banken entsprechende Kredite gewährten. Mit dem Neubau beauftragt wurde die Elsässische Maschinenbau-Gesellschaft Grafenstaden (EMBG). Die Strecke in Normalspur verlief südlich der Straße nach Rappoltsweiler und wahrte 6,50 m Abstand zu deren Alleebäumen. Die Gleisanlagen in Rappoltsweiler wurden, ebenso wie alle Hochbauten der Bahn, neuerrichtet. Auch der Bahnhof Rappoltsweiler an der Hauptstrecke musste baulich angepasst werden. Anlässlich des Neubaus in Normalspur wurde die Konzession bis 1959 verlängert. Bereits im September 1894 war der Oberbau fertiggestellt, aber noch keine Lokomotive geliefert. So konnte der Betrieb erst im Dezember 1894 aufgenommen werden.
Mit der Wiederangliederung des Elsass an Frankreich 1918 wurden alle Eisenbahnen unter staatliche Zwangsverwaltung gestellt, die Strecke Ribeauvillé-Gare–Ribeauvillé-Ville schließlich 1923 dem Département Haut-Rhin übereignet. Für ihren Betrieb wurde die Société du Tramway de Ribeauvillé (TR) gegründet. 1934 wurde direkter Omnibusverkehr von Ribeauvillé in benachbarte Zentren eingeführt, vor allem nach Colmar. Das führte zu einem drastischen Einbruch der Einnahmen, der Bahnbetrieb war plötzlich defizitär, und die TR geriet in finanzielle Schwierigkeiten, sodass 1937 die Gemeinde den Betrieb wieder übernahm. Sie versuchte, die Bahn zu veräußern, fand aber keinen Kaufinteressenten. Auch die benachbarte Staatsbahn, die Administration des chemins de fer d’Alsace et de Lorraine (AL), war nicht bereit, sich zu engagieren. 1937 waren dann beide Lokomotiven ausgefallen, und der Betrieb konnte nur noch mit einer von der AL gemieteten Maschine aufrechterhalten werden. Die Miete betrug 275 Francs pro Tag. Um den Betrieb zu sanieren, wäre eine Investition von etwa einer Million Francs erforderlich gewesen. Das zu leisten, war die Stadt nicht in der Lage. Der letzte planmäßige Zug fuhr Ende 1937. Ab dem 1. Januar 1938 wurde der Verkehr durch Busse ersetzt. Im ersten Halbjahr 1938 verkehrten noch einige Sonderzüge mit von der AL geliehenen Fahrzeugen, der letzte am 9. Juli 1938. Die Strecke wurde anschließend stillgelegt.

## Streckenführung und Infrastruktur
Die Strecke folgte dem Verlauf der Straße, die die Gemeinde Rappoltsweiler und ihren Bahnhof verband. Das Gleis war am Straßenrand verlegt. Die Strecke wies neben den beiden Endbahnhöfen einige Haltepunkte auf, darunter einen mit der Bezeichnung Steinerna Kriz. Der „Stadtbahnhof“ hatte ein Empfangsgebäude, eine Güterabfertigung und ein kleines Bahnbetriebswerk. Eine Besonderheit war, dass in Rappoltsweiler-Stadt von Anfang an zwei Normalspurgleise existierten. Auf ihnen konnten entsprechende Güterwagen, die auf Rollwagen hier hergebracht worden waren, abgestellt werden, während die Rollwagen erneut eingesetzt werden konnten.

## Betrieb

### Schmalspur 1879–1894
Der Fahrplan war so ausgelegt, dass zu jedem Zug auf der Hauptstrecke, der in Ribeauvillé-Gare hielt, ein Zug aus dem Ort zur Staatsbahnstrecke verkehrte, der dann auf der Rückfahrt auch die ankommenden Reisenden nach Ribeauvillé brachte. Die Züge waren immer nur mit dem Lokomotivführer und einem Schaffner besetzt. Die Fahrzeit betrug etwa 15 Minuten. Insgesamt beschäftigte die Bahn 13 Personen im Betrieb, weitere in der Verwaltung.
Auch Güterverkehr wurde angeboten. Eine Innovation bei Aufnahme des Betriebs war der Rollwagen-Verkehr, bei dem normalspurige Güterwagen auf flache, schmalspurige Fahrzeuge aufgebockt und auf der Schmalspur bis in den Ort transportiert wurden. Im Güterverkehr wurde Holz, Mineralwasser, Textilien und Leder abgefahren und vor allem Steinkohle angeliefert.

### Normalspur 1894–1938
Bereits im September 1894 war der Oberbau fertiggestellt, aber noch keine Lokomotive geliefert. So konnte der Betrieb erst im Dezember 1894 aufgenommen werden. Fahrzeuge konnten nun von der Hauptstrecke direkt in die Bahnstrecke Ribeauvillé–Ribeauvillé-Gare einfahren. So benötigte die Bahn auch keine eigenen Güterwagen mehr. Insgesamt beschäftigte die Gesellschaft nun 19 Personen im Betrieb, weitere vier in der Verwaltung. Die Fahrzeit änderte sich gegenüber der Schmalspurbahn nicht und betrug weiterhin 15 Minuten.
1932 wurden 32.850 km Strecke zurückgelegt, 170.838 Reisende gezählt, 19.048 t Güter transportiert, 349.081 Francs eingenommen und die Ausgaben betrugen 346.101 Francs.

## Fahrzeuge

### Schmalspurfahrzeuge

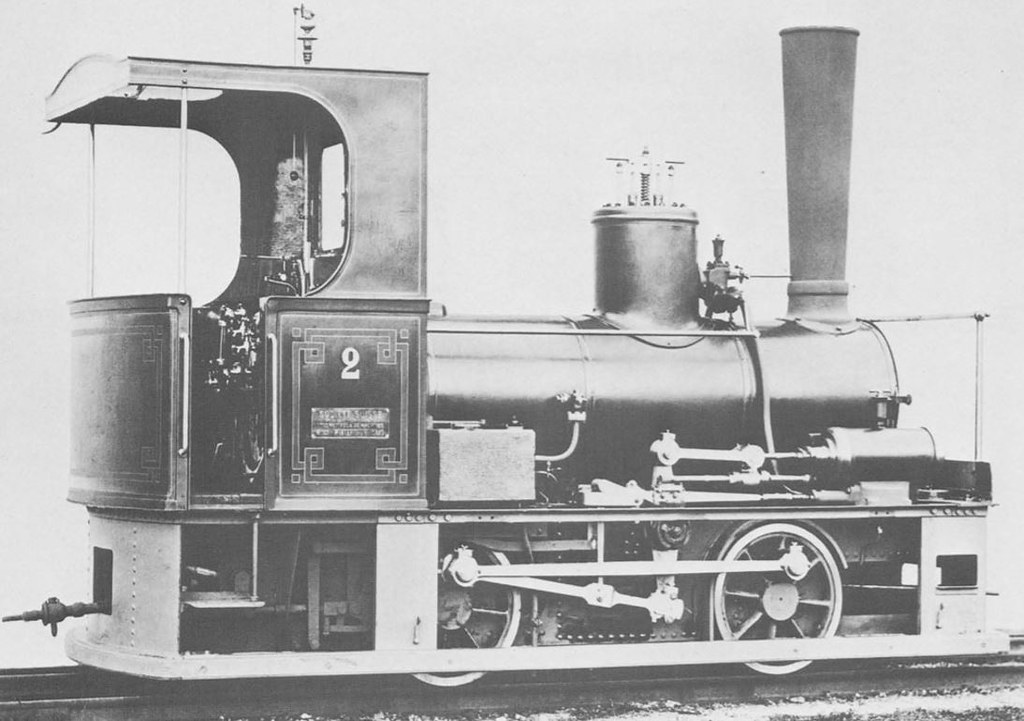
Bt-Dampflokomotive Nr. 2 der Rappoltsweiler Straßenbahn (RSB), hergestellt von der SLM, Werks-Nr. 155, Baujahr 1879

- 3 Dampflokomotiven des Typs Bt (0-4-0T) mit je neun Tonnen Leergewicht, gebaut von der SLM.[3]
- Alle anderen Fahrzeuge stammten der Schweizer Firma SIG Neuhausen[1][6]:
- 4 Reisezugwagen (Durchgangswagen mit Endplattform) mit vierzehn Sitz- und zwölf Stehplätzen
- 5 Güterwagen
- 4 Rollwagen
- 1 gemischter Gepäck- und Postwagen[3]

### Normalspurfahrzeuge
Die EMBG lieferte die beiden Lokomotiven, wiederum 0-4-0T. Die erste erhielt den Namen Rappoltstein (Fabriknummer 590), die zweite Taennschel (Fabriknummer 591). An Personenwagen wurden zweiachsige Plattformwagen von 9,70 m Länge beschafft:
- 1 Wagen 2./3. Klasse mit Ofenheizung
- 2 Wagen 3. Klasse ohne Ofenheizung
- 2 Sommerwagen
- 1 gemischter Gepäck- und Postwage
- 1 Güterwagen für Bahndienstzwecke

Güterwagen wurden keine beschafft, sondern die genutzt, die die benachbarten Reichseisenbahnen in Elsaß-Lothringen (EL), später die AL bereitstellten. Bei Verkehrsspitzen wurden auch Personenwagen von der EL angemietet.

## Wissenswert
Zur Straßenbahn-Zeit besaß Rappoltsweiler die älteste deutsche Schmalspur-Straßenbahn, zeitnah gefolgt von der Straßenbahn Braunschweig mit 1100 mm Spurweite.